# 18. Festival des politischen Liedes
18. Festival des politischen Liedes es un álbum en directo interpretado por artistas de diversas nacionalidades, grabado entre el 14 y el 21 de febrero de 1988 en el contexto de la decimoctava versión del Festival de la canción política (en alemán: Festival des politischen Liedes) organizado por la Juventud Libre Alemana (FDJ) en el este de Berlín, en la época de la República Democrática Alemana.
Entre los intérpretes de habla hispana en el álbum se encuentran la mexicana Amparo Ochoa, la nicaragüense Norma Gadea, la brasileña Maria Da Paz y la peruana-mexicana Tania Libertad.

## Lista de canciones
| Lado A |                                 |                               |                            |          |  |
| N.º    | Título                          | Música                        | Intérprete                 | Duración |  |
| 1.     | «Bajo el sol de Bogotá»         | Paul-Bert Rahasimanana        | Raha Manina                |          |  |
| 2.     | «Peace, Love And Understanding» | Nick Lowe, Julian Dawson      | Julian Dawson y Colin Rose |          |  |
| 3.     | «Cha Chimurenca»                | Stella Chiweshe               | Stella Chiweshe            |          |  |
| 4.     | «Through Soveto»                | tradicional                   | Sweet Honey In The Rock    |          |  |
| 5.     | «Tewle»                         | tradicional                   | Yarinistan / Morgenland    |          |  |
| 6.     | «Lorelei»                       | Gerd Eggers, Michael Schenker | Manifest (11)              |          |  |
| 7.     | «Angelito»                      | Ricardo Rojas                 | Amparo Ochoa               |          |  |

| Lado B |                       |                                   |                                                         |          |  |
| N.º    | Título                | Música                            | Intérprete                                              | Duración |  |
| 1.     | «Aboriginal Woman»    | Bart Wiloughby                    | No Fixed Adress                                         |          |  |
| 2.     | «There Were Races»    | Tom Sands                         | The Sands Family                                        |          |  |
| 3.     | «So Ist Das Leben»    | Björn Sjöö                        | Norrlatar                                               |          |  |
| 4.     | «Besnuites, Tyran»    | C. Krschischanowski               | Smena                                                   |          |  |
| 5.     | «My Old Man»          | Peggy Seeger y Ewan MacColl       | Ewan MacColl                                            |          |  |
| 6.     | «Naschid El Riegel»   | Mahmud Darwish, Abdallah El-Masri | Al Wilada                                               |          |  |
| 7.     | «Solo le pido a Dios» | León Gieco                        | Norma Gadea, Amparo Ochoa, Maria Da Paz, Tania Libertad |          |  |

## Créditos
- Karl Heinz Ocasek: productor de compilación.[3]